# Madreselva (tango)
Madreselva es un tango cuya letra pertenece a Luis César Amadori que la realizara sobre una música previa de autoría de Francisco Canaro; fue estrenado por Tania el 22 de agosto de 1931 en el Teatro Maipo en el marco del espectáculo El buen humor a la vista y tuvo inmediato éxito.
El título, que alude a la planta de ese nombre, arbustos arqueados o parras sarmentosas, la mayoría con dulces fragancias y flores con forma de campana, fue colocado por Amadori cuando el día anterior al estreno modificó parcialmente la letra para vincularla a uno de los decorados del espectáculo.

## Los autores
Francisco Canaro es el nombre artístico de Francisco Canarozzo (San José de Mayo, Uruguay, 26 de noviembre de 1888 — Buenos Aires, 14 de diciembre de 1964), que fue un compositor de tangos, violinista y director de orquesta de larga actuación en Argentina, país en el cual se nacionalizó. Algunas de sus tangos que se recuerdan son El Tigre Millán, Yo no sé que me han hecho tus ojos (1933), Adiós Pampa mía (1945), La última copa, Soñar y nada más, Destellos (1942) y Se dice de mí (1943).
Luis César Amadori (Pescara, Italia, 28 de mayo de 1902 - Buenos Aires, Argentina, 5 de junio de 1977) fue un director de cine, guionista, escritor, músico, letrista y productor argentino nacido en Italia y residente desde los 5 años en Argentina. Entre sus tangos se encuentran Alma de bandoneón, Cartas de amor, Confesión, Rencor y Ventanita florida.

## Historia
Cuenta Canaro que en 1930 sus médicos le aconsejaron que pasara una temporada en las termas de Rosario de la Frontera porque tenía los síntomas –irritabilidad, fatiga, trastornos de peso- que en época posterior se identificaron como estrés. Antes de partir, Amadori le solicitó un tango al que pudiera ponerle letra para el espectáculo que iba a presentar; Canaro había compuesto tiempo atrás una música para la cual había solicitado letra a dos poetas, el primero –muy conocido- le trajo una muy bien hecha pero que no lo satisfizo porque era de ambiente campero y no la consideró adecuada y el segundo le compuso otra letra, esta vez de neto corte arrabalero, que tampoco fue de su gusto. 
En esta forma, cuando le dio esa partitura a Amadori le advirtió que el texto fuera bien porteño –ni arrabalero ni campero- y se fue por dos meses manteniéndose alejado de lo que sucedía en Buenos Aires. 
Al regresar encontró que el tango había tenido un gran éxito y consideró que la letra era muy hermosa. En realidad la música provenía de un tango sin letra de Canaro titulado La polla que el autor llegó a grabar en 1916, pero que tenía una tercera parte que el compositor suprimió para Madreselva.
El hijo de Amadori contó que la letra ideada por su padre estaba referida a un rosal pero que cuando la víspera del estreno del espectáculo El buen humor a la vista, de Ivo Pelay y el propio Amadori con dirección orquestal de Hans Diernhammer, vio uno de los decorados con una frondosa madreselva, corrió a una confitería cercana y modificó el texto incorporando dicha enredadera. Fue Tania quien estrenó el tango en el cuadro titulado La página nuestra secundada por 16 jóvenes en los roles de “las madreselvas”.
Poco tiempo después del estreno, Tania grabó el tango acompañada por la orquesta de Alberto Castellano y el 2 de septiembre de 1931 lo hizo Canaro en una versión con la voz de Charlo y otra con la de Ada Falcón. El compositor y director hizo más adelante nuevos registros: el 27 de octubre de ese mismo año acompañando a Carlos Gardel, en 1932 con Charlo, en 1938 con Roberto Maida y en 1951 con ario Alonso. Otras grabaciones que se recuerdan son las de las cancionistas Libertad Lamarque, Rosanna Falasca, Nelly Vázquez con la orquesta de Aníbal Troilo, Susy Leiva y Blanca Mooney.

## En el cine
En 1938 se estrenó el filme Madreselva en el cual la protagonista Libertad Lamarque canta el tango homónimo. En la película italiana de 1994 El cartero dirigida por Michael Radford, el tango Madreselva es el leit motiv musical del filme y la versión de Gardel es la que baila Philippe Noiret encarnando al personaje de Pablo Neruda en una de las escenas centrales. El argentino Luis Bacalov es quien escribió la música incidental y varios tangos de la película, que recibió el Premio Oscar a la mejor banda musical.